# Große Spinnen-Ragwurz
Die Große Spinnen-Ragwurz oder auch nur Spinnen-Ragwurz (Ophrys sphegodes) ist eine Vertreterin der Gattung Ragwurzen (Ophrys) aus der Familie der Orchideen (Orchidaceae).

## Merkmale

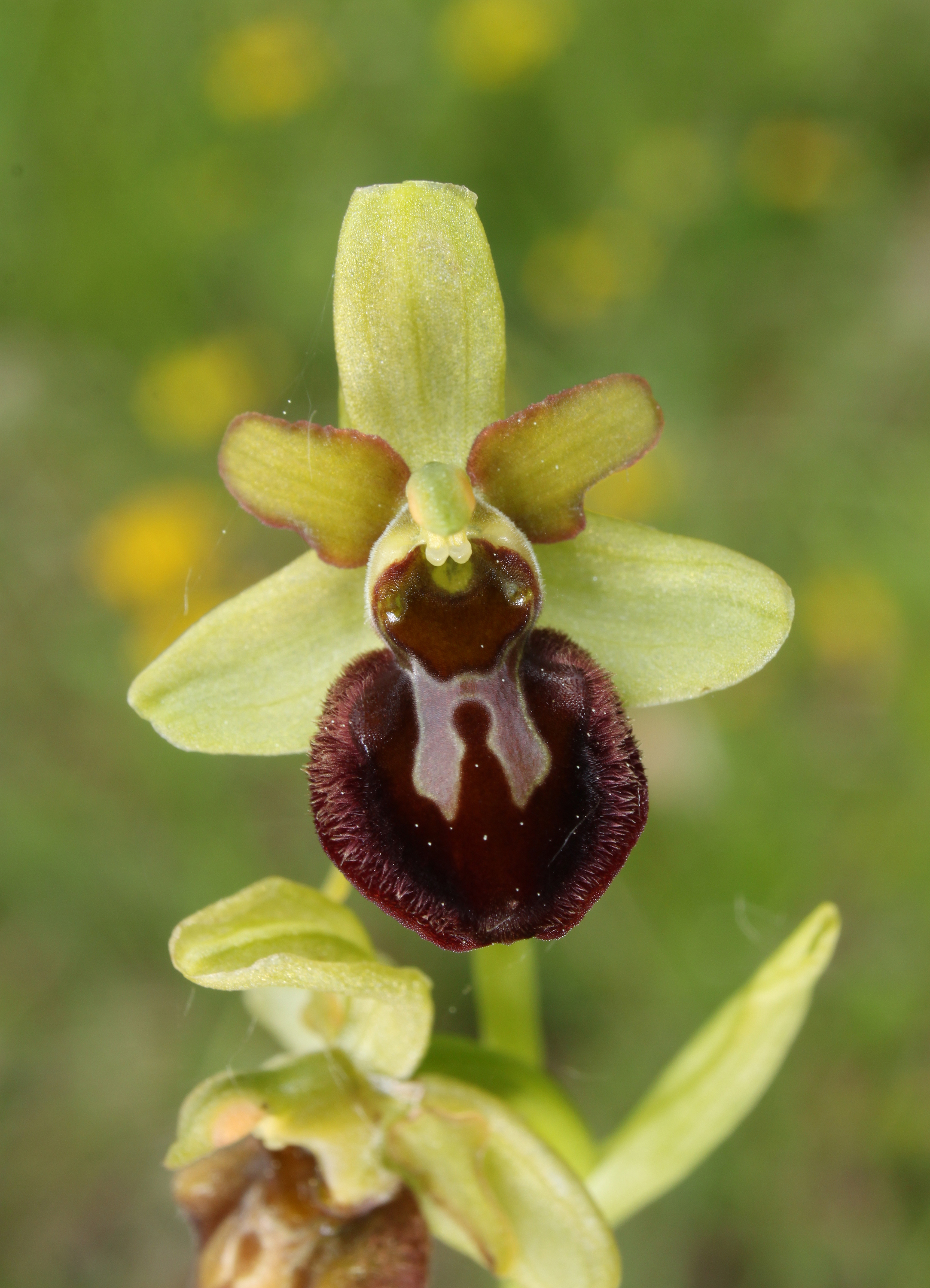
Große Spinnen-Ragwurz (Ophrys sphegodes subsp. sphegodes), Blüte

Es ist eine ausdauernde krautige Pflanze.
Die Kelchblätter sind grün oder weißlich-rosa gefärbt, während die kahlen und oft welligen Kronblätter gelbgrün bis braunrot erscheinen. Die rote bis braune Lippe ist, wenn überhaupt, nur schwach geteilt. Ganz selten kommen tief dreilappige Varianten vor.
Die Chromosomenzahl beträgt 2n = 36.

## Ökologie
Für die Große Spinnen-Ragwurz wurde nachgewiesen, dass der Sexuallockstoff der bestäubenden Sand- oder Erdbiene Andrena nigroaenea mit dem Duftstoff der Pflanze nahezu identisch ist.

## Standort
Man findet diese Art in lichten Wäldern, Macchien, Garriguen und Magerrasen mit frischen bis mäßig trockenen, aber stets basenreichen Böden. Im Gebirge findet man diese Pflanzen-Art bis zu einer Höhe von 1300 Metern über NN. Nach Baumann und Künkele hat die Art in den Alpenländern folgende Höhengrenzen: Deutschland 80–760 Meter, Frankreich 1–1250 Meter, Schweiz 260–1000 Meter, Liechtenstein 500–565 Meter, Österreich 120–760 Meter, Italien 2–1250 Meter, Slowenien 50–600 Meter. In Europa steigt die Art in Spanien bis 1320 Meter Meereshöhe auf.

## Naturschutz
Die Große Spinnen-Ragwurz ist in Deutschland durch die BArtSchV besonders geschützt.

## Taxonomie und Systematik
Die Große Spinnen-Ragwurz wurde 1768 durch Philip Miller in Gardeners Dictionary 8. Auflage, Nr. 8 als Ophrys sphegodes erstbeschrieben.

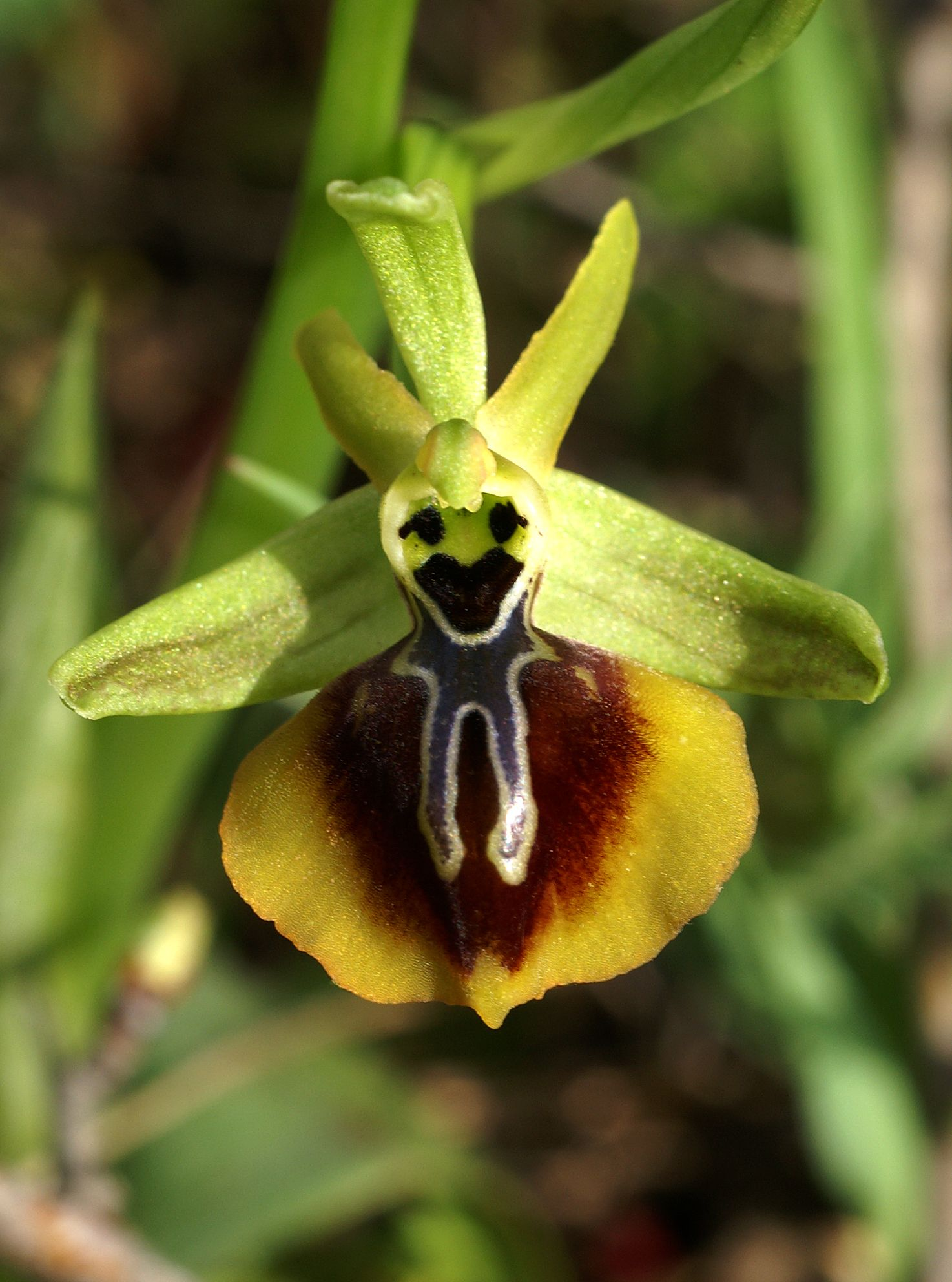
Äskulap-Ragwurz (Ophrys sphegodes subsp. aesculapii)

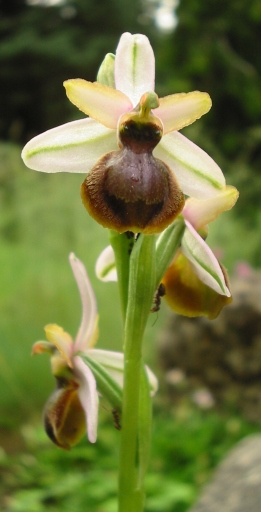
Aveyron-Ragwurz (Ophrys sphegodes subsp. aveyronensis)

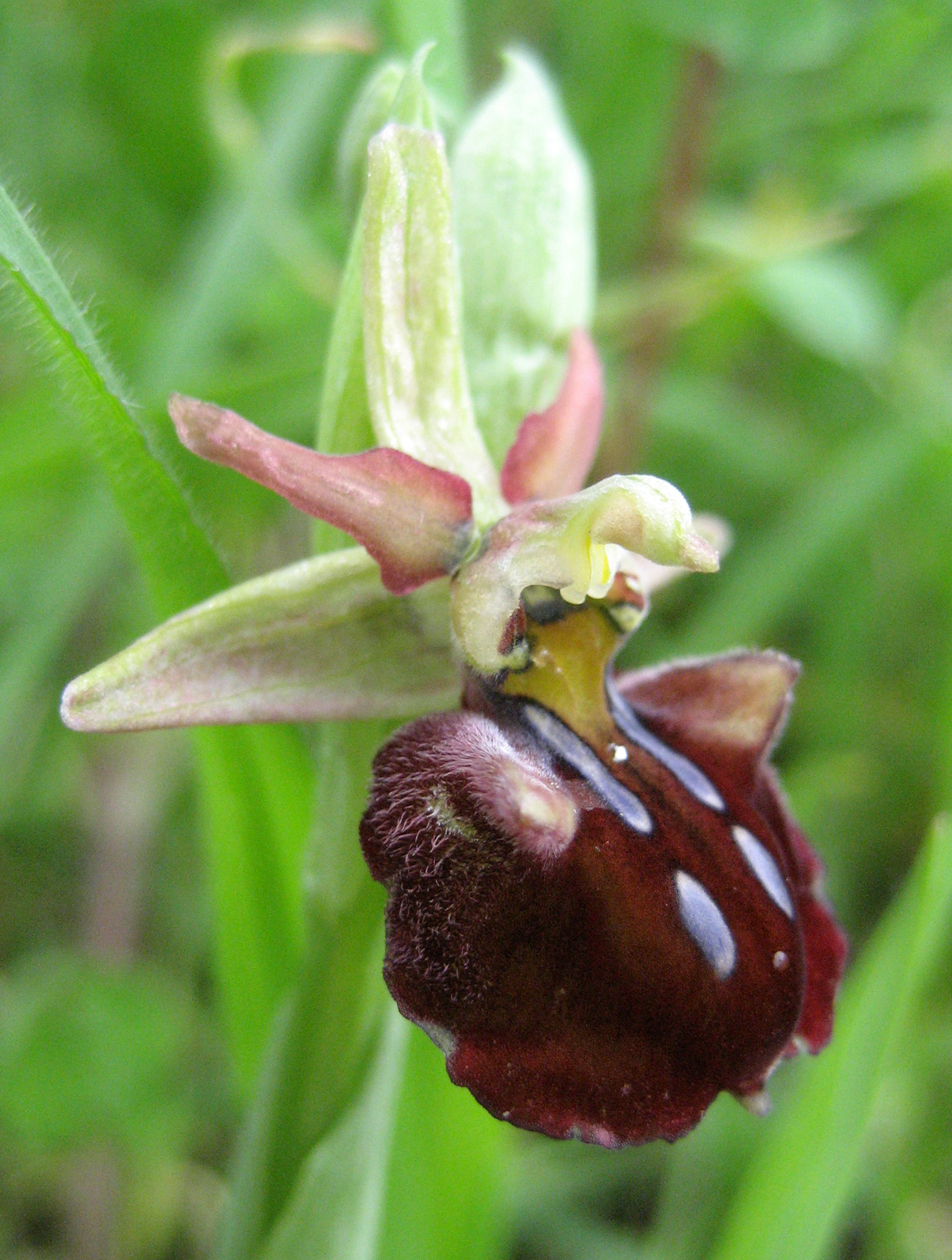
Busen-Ragwurz (Ophrys sphegodes subsp. mammosa)

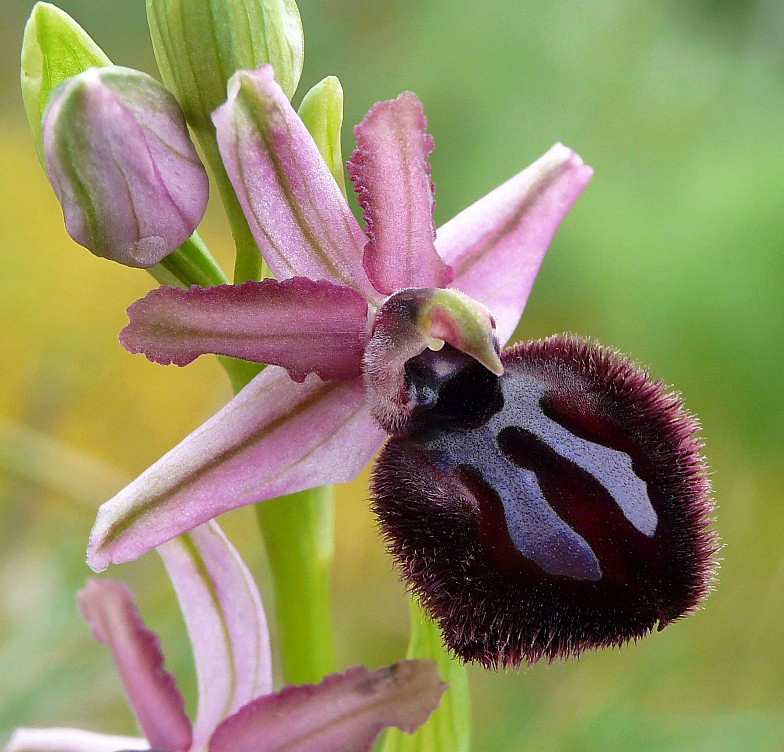
Siponto-Ragwurz (Ophrys sphegodes subsp. sipontensis)

Wie bei vielen Orchideen ist auch hier die Gruppe der Unterarten formenreich und schwer zu gliedern. 
- Ophrys sphegodes subsp. sphegodes: Der Stängel wird zwischen 10 und 40 cm hoch. Die Kelch- und Kronblätter sind kurz. Die Lippe ist klein. Jedoch unterteilt sich diese Unterart in mehrere weitere Varianten, bei denen die Merkmale wiederum variieren. Alle blühen jedoch von Januar bis Juni und kommen im Mittelmeergebiet vor. Sie hat Vorkommen in den Ländern Spanien, Frankreich, Belgien, Großbritannien, Deutschland, Schweiz, Italien, Österreich, Ungarn, in der früheren Tschechoslowakei und im früheren Jugoslawien, Albanien und in Griechenland.[5]

Weitere Unterarten sind:
- Adamovic-Ragwurz (Ophrys sphegodes subsp. adamovicii Kranjčev): Diese 2005 neu beschriebene Unterart kommt in Kroatien vor.[5]
- Äskulap-Ragwurz (Ophrys sphegodes subsp. aesculapii (Renz) Soó ex J.J.Wood, Syn.: Ophrys aesculapii Renz): Griechenland.[6] Sie gedeiht in Höhenlagen zwischen 0 und 1000 Metern Meereshöhe.[7]
- Amanus-Ragwurz (Ophrys sphegodes subsp. amanensis (E.Nelson ex Renz & Taubenheim) H.A.Pedersen, P.J.Cribb & Rolf Kühn, Ophrys amanensis (E.Nelson ex Renz & Taubenheim) P.Delforge): Südliche Türkei und nordwestliches Syrien. Sie gedeiht in Höhenlagen zwischen 0 und 900 Metern Meereshöhe.[6][7]
- Kleine Spinnen-Ragwurz (Ophrys sphegodes subsp. araneola (Rchb.) M.Laínz, Syn.: Ophrys araneola Rchb.): Südwesteuropa und südliches Mitteleuropa. Sie wächst in Höhenlagen zwischen 0 und 1330 Metern Meereshöhe.[6][7] Sie wird von Euro+Med als Synonym von Ophrys sphegodes subsp. litigiosa (E. G. Camus) Bech. angesehen.
- Schwarze Ragwurz (Ophrys sphegodes subsp. atrata (Rchb.f.) A.Bolòs, Syn.: Ophrys aranifera subsp. atrata (Rchb.f.) Arcang., Ophrys incubacea Bianca): Südwesteuropa und südliches Mitteleuropa.[6] Sie wächst in Höhenlagen zwischen 0 und 1300 Metern Meereshöhe. Als Bestäuber wurde Andrena morio beobachtet.[7]
- Aveyron-Ragwurz (Ophrys sphegodes subsp. aveyronensis J.J.Wood, Syn.: Ophrys aveyronensis (J.J.Wood) H. Baumann & Künkele): Südlich-zentrales Frankreich und nördliches Spanien.[6] Sie wächst in Höhenlagen zwischen 200 und 950 Metern Meereshöhe. Als Bestäuber wurde Andrena hattorfiana beobachtet.[7]
- Ophrys sphegodes subsp. catalcana Kreutz: Europäische Türkei. Sie wurde 2011 erstbeschrieben.[6]
- Kleine Kretische Ragwurz (Ophrys sphegodes subsp. cretensis H.Baumann & Künkele): Inseln der südlichen Ägäis bis Kreta.[6] Sie wächst in Höhenlagen zwischen 0 und 600 Metern Meereshöhe.[7]
- Epirus-Ragwurz (Ophrys sphegodes subsp. epirotica (Renz) Gölz & H.R.Reinhard, Syn.: Ophrys mammosa subsp. epirotica (Renz) H.Baumann & R.Lorenz, Ophrys epirotica (Renz) Devillers-Tersch. & Devillers): Bei dieser im Mai blühenden Unterart erscheinen die seitlichen Kelchblätter in der unteren Hälfte meist braunrot. Diese Unterart kommt in Zentralgriechenland, Westmazedonien und Südalbanien in Höhenlagen zwischen 0 und 1100 Metern Meereshöhe vor.[7] Es ist noch nicht ganz geklärt, ob sich diese Unterart genügend von Hebes Ragwurz (Ophrys hebes (Kalop.) E.Willing & B.Willing) unterscheidet.
- Gortyn-Ragwurz (Ophrys sphegodes subsp. gortynia H.Baumann & Künkele, Syn.: Ophrys mammosa subsp. gortynia (H.Baumann & Künkele) H.Baumann & R.Lorenz, Ophrys gortynia (H.Baumann & Künkele) Paulus): Zentrale und südliche Ägäis bis Kreta.[6] Sie wächst in Höhenlagen zwischen 0 und 600 Metern Meereshöhe.[7]
- Ophrys sphegodes subsp. grassoana Cristaudo, Galesi, R.Lorenz & Zelesny: Diese 2010 neu beschriebene Unterart kommt in Sizilien vor.[5]
- Helenes Ragwurz (Ophrys sphegodes subsp. helenae (Renz) Soó & D.M.Moore, Syn.: Ophrys helenae Renz): Südliches Albanien und Griechenland[6], Nordmazedonien und Ägäis[5]. Sie wächst in Höhenlagen zwischen 0 und 1000 Metern Meereshöhe.[7]
- Ophrys sphegodes subsp. jeanpertii (E. G. Camus) Del Prete & Conte: Sie kommt in Frankreich und im früheren Jugoslawien vor.[5]
- Ophrys sphegodes subsp. litigiosa (E. G. Camus) Bech. (Syn.: Ophrys litigiosa E. G. Camus):  Sie kommt in Spanien, Frankreich, Deutschland, in der Schweiz, in Italien und im früheren Jugoslawien vor.[5]
- Halbmond-Ragwurz (Ophrys sphegodes subsp. lunulata (Parl.) H.Sund., Syn.: Ophrys lunulata Parl.): Sizilien.[6] Sie wächst in Höhenlagen zwischen 0 und 1300 Metern Meereshöhe. Als Bestäuber wurde die Biene Osmia kohlii beobachtet.[7]
- Lykische Ragwurz (Ophrys sphegodes subsp. lycia (Renz & Taubenheim) H.A.Pedersen & P.J.Cribb, Syn.: Ophrys lycia Renz & Taubenheim): Südwestliche Türkei.[6] Sie wächst in Höhenlagen zwischen 400 und 600 Metern Meereshöhe.[7]
- Busen-Ragwurz (Ophrys sphegodes subsp. mammosa (Desf.) Soó ex E.Nelson, Syn.: Ophrys mammosa Desf.): Südosteuropa bis Iran.[6] Sie wächst in Höhenlagen zwischen 0 und 1500 Metern Meereshöhe.[7]
- Oster-Ragwurz (Ophrys sphegodes subsp. passionis (Sennen) Sanz & Nuet, Syn.: Ophrys passionis Sennen): Nordöstliches Spanien, Frankreich, Sardinien, Sizilien und Italien.[6] Sie wächst in Höhenlagen zwischen 0 und 1000 Metern Meereshöhe. Als Bestäuber wurde Andrena carbonaria beobachtet.[7]
- Siponto-Ragwurz (Ophrys sphegodes subsp. sipontensis (Kreutz) H.A.Pedersen & Faurh., Syn.: Ophrys × sipontensis O.Danesch & E.Danesch): Südöstliches Italien.[6] Sie wächst in Höhenlagen zwischen 2 und 680 Metern Meereshöhe. Als Bestäuber wurde Xylopa iris beobachtet.[7]
- Spruners Ragwurz (Ophrys sphegodes subsp. spruneri (Nyman) E.Nelson, Syn.: Ophrys spruneri Nyman, Ophrys ferrum-equinum subsp. spruneri (Nyman) E.G.Camus): Griechenland, Kreta und Ägäis.[6] Sie wächst in Höhenlagen zwischen 0 und 900 Metern Meereshöhe.[7]

Außerdem gibt es noch die Varietät:
- Ophrys sphegodes var. argentaria (Devillers-Tersch. & Devillers) Faurh. (Syn.: Ophrys argentaria Devillers-Tersch. & Devillers): Sie kommt in Italien vor.[5]